# Kościół św. Jana Chrzciciela i św. Jana Ewangelisty w Koźminku
Kościół św. Jana Chrzciciela i św. Jana Ewangelisty w Koźminku – rzymskokatolicki kościół parafialny znajdujący się w mieście Koźminek. Mieści się przy Placu Wolności. Należy do dekanatu Koźminek diecezji kaliskiej.

## Historia
Jest to świątynia gotycka z XV wieku, rozbudowany na początku XVIII wieku o część środkową z sygnaturką w stylu barokowym. W latach 1825–1826, została dobudowana wieża oraz kapliczka od strony północnej. Z pierwotnej gotyckiej budowli pozostała wewnątrz, ostrołukowa tęcza i sklepienie krzyżowe w prezbiterium. W nawie sklepienie kolebkowe z lunetami z początku XVIII wieku. Wnętrze świątyni nosi cechy stylu barokowego, natomiast prezbiterium jest utrzymane w stylu gotyckim. Wyposażenie wnętrza pochodzi z XVIII wieku. W latach 1975–1980 budowla otrzymała nowy wygląd: zostało regotycyzowane prezbiterium, nawa główna została pokryta nową polichromią metodą sgraffito.
Organy wybudował Dominik Biernacki.